# 龙溪专区
龙溪专区（1949年－1950年曾称第六专区、漳州专区），中华人民共和国福建省已撤销的行政区，在今福建省南部。1950年置第六专区，专员公署驻龙溪县（今漳州市）。辖龙溪、长泰、海澄、漳浦、东山、诏安、云霄、平和、南靖、华安10县。
1950年，由龙溪县析置县级漳州市，专署迁此，并改称漳州专区；后又改名龙溪专区。
1960年，撤销龙溪、海澄2县，合并设置龙海县。龙溪专区辖1市、9县。
1971年，改称龙溪地区。
1985年7月，撤龙溪地区，改设地级漳州市，原县级漳州市改设芗城区。